# 乔丹·法玛尔
乔丹·罗伯特·法玛尔（英語：Jordan Robert Farmar，1986年11月30日—），美国NBA曼斐斯灰熊篮球运动员，司职控球後衛，2006年選秀會中被洛杉磯湖人隊選中。早前亦曾於加州大學洛杉磯分校男子籃球校隊擔任控球後衛。

## 早期生活
法玛尔出生於美國洛杉磯。他的父親達蒙·法瑪爾是在1982年和1983年同樣以第二輪順位被選中的前棒球隊外野手，母親是梅林達。法玛尔的父母在他兩歲的時候離婚，所以他一直跟母親住在一起。然而離婚不久後的梅林達很快就遇到了現任丈夫。法玛尔的繼父和母親都是猶太人。直至2010年，法瑪爾是NBA裡面僅有的兩個猶太人（另外一個是薩克拉門托國王隊的欧米·卡斯比）。年輕的法瑪爾經常到父親的會所，受到父親的影響，他四歲已經開始打籃球。繼父教導他什麼是堅持和義務，並指出“I never met a person who worked so hard.”（我從來沒有遇過一個像他這樣勤力的人）。法瑪爾有一個同父異母的妹妹Shoshana Kolani。法瑪爾的教父是前大聯盟棒球選手埃里克·戴維斯
。

## 高中生活
在塔夫特高中，法瑪爾創造了一個得分紀錄－一場射入54分。初期他平均每場28.5分，8.0個籃板，5.9次助攻和4.5次搶斷，後來平均每場交出27.5分及6.5次助攻，並帶領塔夫特高中成為洛杉磯第一。在兩個賽季裡面，他共得2000分，並獲得洛杉磯時報評為年度最佳球員，洛杉磯市聯合年度最佳球員，和加州校際聯盟洛杉磯市區段高中年度最佳球員等多項榮譽。他跟紐約巨人隊的外接員史蒂夫·史密斯是前隊友。此外，他曾被選中去參加麥當勞的美國高中球賽，並在19分鐘的上場時間內拿下6分、3次助攻及7次搶斷
。

## 大學時代

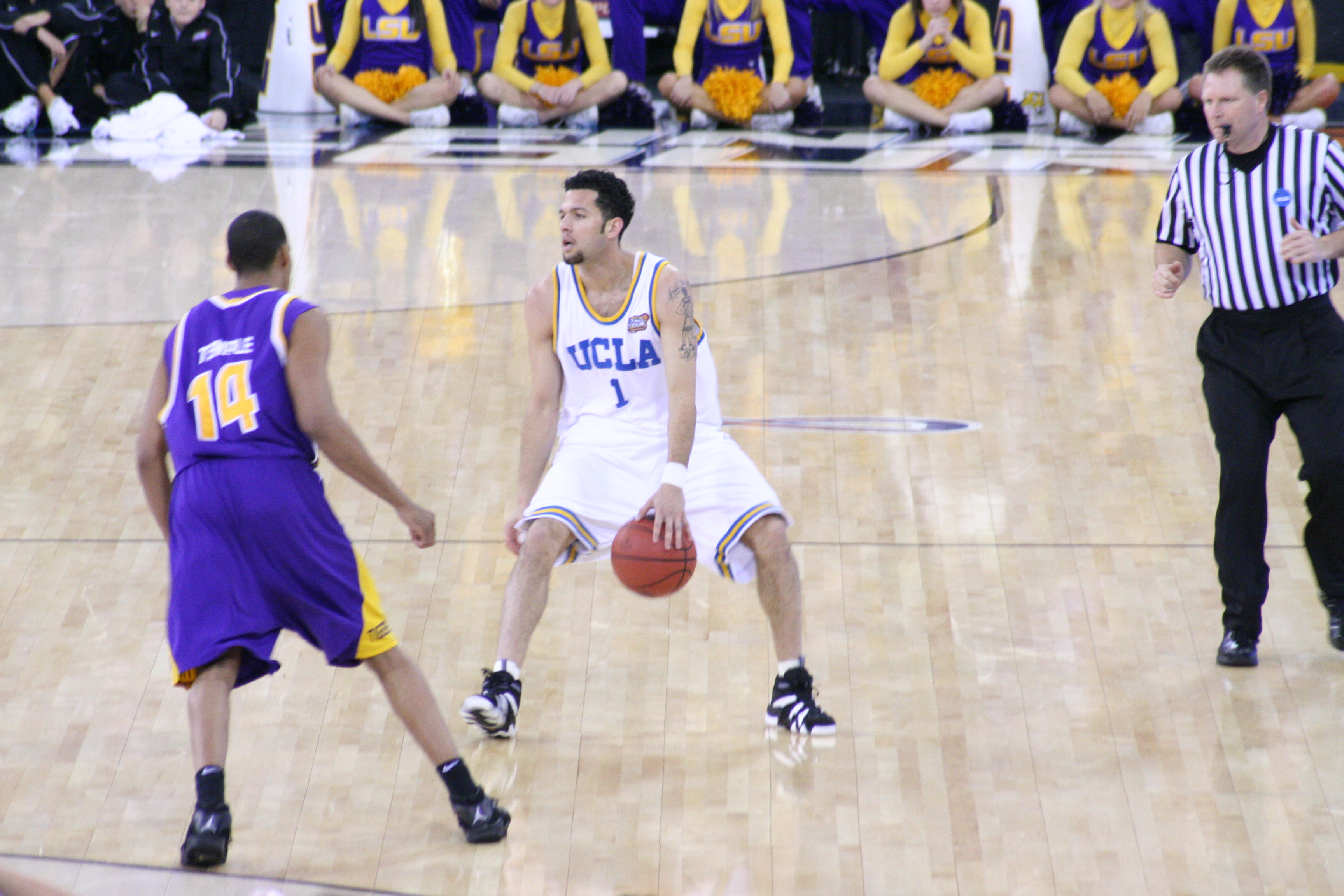
乔丹·法玛尔曾在加州大學洛杉磯分校打過兩個賽季。

這位出色的控球後衛畢業於傳統籃球名校加州大學洛杉磯分校，校史上第五位獲得Pac-10年度最佳新季獎，並曾入選Pac-10隊及其錦標賽小組。在他大一那年，法玛尔是Rivals.com及Pac-10的年度國家最佳大一生。他平均每場出場34.3分鐘（全隊第二）、13.2分（第二；大一後衛第一）、全隊最高的5.28次助攻及.801（109–136）的罰球命中率。他以得分、助攻、罰球命中率及出場分鐘都是全隊第一，並且在全隊裡面搶斷次數第二的數據帶領所有的Pac-10大一生 。
在2006年的NCAA錦標賽中，法玛尔便帶領校隊進入了國家冠軍賽，可惜以73–57的比數敗給佛羅里達大學。在這場比賽裡面法玛尔攻入了18分、兩個籃板、4個助攻及2個搶斷。在NCAA的男子甲組籃球錦標賽裡面，他在搶斷及助攻方面作出了明顯的貢獻，令球隊士氣增加。2006年4月20日，他宣布參加NBA選秀。

## 職業生涯
2006年選秀會中於第一輪第26順位被洛杉磯湖人隊選中。當時隊上控球後衛的位置人手雖多，但並不堪用，包括斯马什·帕克 、阿龙·麦基、沙蒙德·威廉姆斯等，因此球隊選進了法玛尔。新秀賽季中，法玛尔上陣72場，由於他的切傳能力都較隊的先發控球後衛帕克為好，加上麥基、威廉姆斯都因傷而未能上陣，因此法玛尔日益受到重用，及至例行賽最後兩場及五場季後賽，法玛尔更取代了帕克成為球隊先發控衛。此外，法玛尔亦是NBA歷史上第一位於同一天內分別替發展聯盟球隊（洛杉磯防守者隊）及正規球隊（湖人隊）上陣比賽的球員。
2007－08年賽季，由於球隊找回德里克·费舍尔擔任先發控衛，法玛尔重新回到板凳上，但成績並未因此而倒退，反而比新秀賽季有更顯著的進步（得分、助攻及籃板分別從4.4分、1.9次和1.7個提升至9.1分、2.7次和2.2個），被認為是該季湖人隊能成為例行賽西區第一的重要原因之一。他與安德鲁·拜纳姆一起被視為湖人隊未來的重要基石。在跟邁阿密熱火的比賽中，他射入了生涯最高的24分。
在2008年12月24日，法瑪爾在對邁阿密熱火的一場比賽中左膝受傷了，之後他接受了手術，使他需缺席8週。在他受傷之前，法瑪爾場均7.9分和2.4次助攻。2009年1月25日，法瑪爾比預期早近一個月返回了球場，復出後的法瑪爾在對聖安東尼奧馬刺的比賽當中射入了14分並有兩次助攻。
在2006至2010年球季，法瑪爾效力於湖人隊，是湖人隊於2009、2010取得二連霸的成員之一，隨後他被交易到紐澤西籃網隊。在2011年NBA停賽(2011 NBA lockout)期間，法瑪爾與以色列的傳統勁旅--特拉维夫马卡比隊(Maccabi Tel Aviv B.C.)簽了一年的短約。到了2012-2013球季則在土耳其的安纳托利亚艾菲斯队(Anadolu Efes)打球，而法瑪爾在2013球季又回到了湖人隊。法瑪爾已經和快艇達成2年420萬美元協議，第2年是球員選擇權。他從來沒有完全配合的團隊，並放棄在2015年1月16日，同意買斷之後。法瑪爾曾抱怨不一致的作用和上場時間的球隊。在36場比賽，他場均得到4.6分，1.9次助攻和1.2個籃板。

## 獲得獎項
- 洛杉磯時報年度高中球員：2003–04
- Rivals.com年度國家最佳大一生：2004–05
- Pac-10年度最佳大一生：2004–05
- Pac-10全大一生隊：2004–05
- Pac-10一隊：2005–06
- Pac-10全錦標賽隊：2005–06
- NBA新秀隊：2006–07
- 舊NBA新秀隊：2007–08

## NBA生涯數據

### NBA
| † | Denotes seasons in which Farmar won an NBA championship |

#### Regular season
| 賽季     | 球隊         | GP  | GS | MPG  | FG%  | 3P%  | FT%   | RPG | APG | SPG | BPG | PPG  |
| -------- | ------------ | --- | -- | ---- | ---- | ---- | ----- | --- | --- | --- | --- | ---- |
| 2006–07  | 洛杉磯湖人   | 72  | 2  | 15.1 | .422 | .328 | .711  | 1.7 | 1.9 | .6  | .1  | 4.4  |
| 2007–08  | 洛杉磯湖人   | 82  | 0  | 20.6 | .461 | .371 | .679  | 2.2 | 2.7 | .9  | .1  | 9.1  |
| 2008–09† | 洛杉磯湖人   | 65  | 0  | 18.3 | .391 | .336 | .584  | 1.8 | 2.4 | .9  | .2  | 6.4  |
| 2009–10† | 洛杉磯湖人   | 82  | 0  | 18.0 | .435 | .376 | .671  | 1.6 | 1.5 | .6  | .1  | 7.2  |
| 2010–11  | 紐澤西籃網   | 73  | 18 | 24.6 | .392 | .359 | .820  | 2.4 | 5.0 | .8  | .1  | 9.6  |
| 2011–12  | 紐澤西籃網   | 39  | 5  | 21.3 | .467 | .440 | .905  | 1.6 | 3.3 | .6  | .1  | 10.4 |
| 2013–14  | 洛杉磯湖人   | 41  | 5  | 22.2 | .415 | .438 | .746  | 2.5 | 4.9 | .9  | .2  | 10.1 |
| 2014–15  | 洛杉磯快艇   | 36  | 0  | 14.7 | .386 | .361 | .909  | 1.2 | 1.9 | .6  | .1  | 4.6  |
| 2015–16  | 曼斐斯灰熊   | 12  | 10 | 24.3 | .420 | .356 | 1.000 | 2.1 | 3.1 | 1.3 | .2  | 9.2  |
| 2016–17  | 沙加緬度國王 | 2   | 0  | 17.5 | .333 | .444 | -     | 1.5 | 4.5 | 1.0 | .0  | 6.0  |
| 生涯     | 生涯         | 504 | 40 | 19.5 | .423 | .374 | .739  | 1.9 | 2.9 | .8  | .1  | 7.7  |

### 季後賽
| 賽季     | 球隊       | GP | GS | MPG  | FG%  | 3P%  | FT%   | RPG | APG | SPG | BPG | PPG |
| -------- | ---------- | -- | -- | ---- | ---- | ---- | ----- | --- | --- | --- | --- | --- |
| 2006–07  | 洛杉磯湖人 | 5  | 5  | 22.8 | .429 | .200 | .857  | 2.8 | 1.6 | 1.2 | .2  | 6.4 |
| 2007–08  | 洛杉磯湖人 | 21 | 0  | 17.1 | .383 | .386 | .875  | 1.6 | 1.3 | .3  | .2  | 5.7 |
| 2008–09† | 洛杉磯湖人 | 20 | 1  | 13.0 | .391 | .308 | .737  | 1.6 | 1.7 | .4  | .2  | 4.7 |
| 2009–10† | 洛杉磯湖人 | 23 | 0  | 13.1 | .404 | .400 | .692  | 1.2 | 1.4 | .7  | .0  | 4.6 |
| 2015–16  | 曼斐斯灰熊 | 4  | 4  | 28.3 | .323 | .333 | 1.000 | 1.5 | 4.0 | .8  | .3  | 6.8 |
| 生涯     | 生涯       | 73 | 10 | 15.7 | .389 | .355 | .793  | 1.5 | 1.6 | .6  | .1  | 5.2 |

## 外部連結
- NBA.com官方个人资料 （页面存档备份，存于）
- 湖人官方網站个人资料
- databaseBasketball.com个人资料